# Nikka
Nikka (* in Kiryat Gat) ist eine transgeschlechtliche Sängerin aus Israel. Im Alter von 18 Jahren zog sie nach Tel Aviv, um ihr Geschlecht anzugleichen.

## Henree Feat. Nikka
Nikka begann ihre Karriere nicht alleine. Mit Henree, einem bekannten und erfolgreichen DJ und Songwriter in Israel, bildete sie das Duo Henree Feat. Nikka. Sie sind nicht nur Partner im Musikgeschäft, sondern auch privat ein Paar.

## Musik
Henree und Nikka machen zusammen Dance Musik, die leichte Tendenzen in Richtung Techno hat. Sie starteten 2004 und veröffentlichten 2006 nach drei Singles ein gemeinsames Album.

## Diskografie

### Singles
- See me Now (finally)
- Naked in the wind
- Bgida

### Alben
- Revolution (2006)
- Elektro. The New Sound of Dance, 2008